# 布魯克·哈芬
布魯克·哈芬（英語：Brooke Haven，1979年11月25日—），美國女色情演員。

## 早年
布魯克·哈芬出生並居住於加利福尼亞州的索諾拉。後來，她搬到舊金山從事脫衣舞孃。她曾待在夜店約三年半的時間。之後又搬往亞利桑那州的鳳凰城。

## 職業生涯
哈芬原在鳳凰城工作，後來她遇見了未來的色情女星Lexie Marie，兩人時常一起出現在成人雜誌或席會上。在洛杉磯，哈芬開始接觸部分成人業。哈芬想成為一名色情明星，而至洛杉磯與已進入成人業的Lexie Marie度過一個週末。不久後，她搬到了洛杉磯，於2004年10月12日，她拍了自己首部色情電影。
哈芬至今已出演了四百多部電影，其中還自己執導過一部。
此外，哈芬於2011年時，她參演了恐怖片《留命查看》，由喬瑟夫·坎恩執導。同年，她也於R級喜劇片《好萊塢性戰》中客串。

## 榮譽

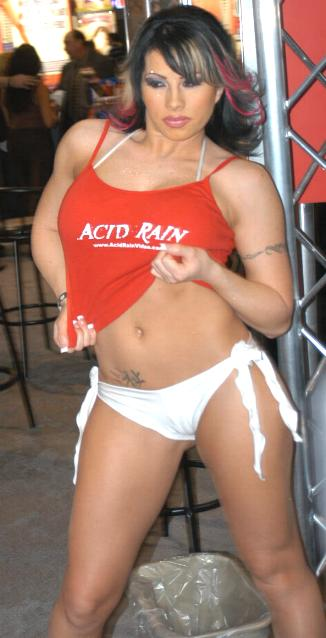
哈芬於2007年

- 2008：成人媒體和粉絲娛樂獎-最喜愛被低估明星[4]

## 外部連結
- 官方网站
- Brooke Haven在互联网电影资料库（IMDb）上的資料（英文）
- Brooke Haven在網際網路成人電影資料庫
- 成人電影資料庫上Brooke Haven的资料（英文）